# Lina Haspels-Valois
Jacqueline Henriëtte Valois, binnen de toneelwereld bekend als Lina Haspels-Valois, (Den Haag 3 september 1850 - aldaar, 16 augustus 1924) was een Nederlands toneelactrice.
Ze was dochter van actrice Wilhelmina Gerretje Sablairolles en kunstschilder Jean Chrétien Valois. Ook de zussen Mina Valois en Johanna Valois waren aan het toneel verbonden. Valois trouwde zelf in 1872 met acteur Dirk Haspels, twee kinderen uit dat huwelijks werden ook bekend actrices; Rika Haspels en Marie Haspels. Men sprak dan wel van "periode Valois". Lina en Marie woonden enige tijd aan de Hoogeweg in Watergraafsmeer; de eerste vrouw vermeldt geen beroep, de dochter is vermeld als actrice.
 

De toneelloopbaan van Lina Haspels duurde maar kort (circa 1865-circa 1872). Ze trad toen wel op in Den Haag tot in de Koninklijke Schouwburg aan toe en in de Kleine Komedie aan het Coolsingel. Het Dagblad van Zuid-Holland en 's Gravenhage omschreef haar in 1872 met: 
als immer, uitmuntende in het sprek van zeer zuiver Nederlandsch, gaf ons onberispelijk, met haar eigen fijnheid van opmeren, de zwakke en toch, wat de Duitschers noemen, de zoo fähiger Edward VI te zien.
 Het betrof dus een travestierol in Jane Grey of Gray (over Jane Grey en Eduard VI van Engeland) van Nus en Brot, waarin ook haar moeder speelde.
Bij haar overlijden in 1924 (ze was al 21 jaar weduwe) werd aangetekend, dat ze allang van het toneel verdwenen was. In 1924 herinnerde men zich alleen nog een voorstelling onder de titel Rabagas van Victorien Sardou, vijftig jaar eerder.